# Akzhurek Tanatarov
Akzhurek Tanatarov (en kazajo: Ақжүрек Таңатаров; 3 de septiembre de 1986) es un deportista kazajo que compite en lucha libre.
Participó en los Juegos Olímpicos de Londres 2012, obteniendo una medalla de bronce en la categoría de 66 kg. Ganó una medalla de bronce en el Campeonato Mundial de Lucha de 2017, en la categoría de 70 kg.

## Palmarés internacional
| Juegos Olímpicos   | Juegos Olímpicos           | Juegos Olímpicos  | Juegos Olímpicos |
| Año                | Lugar                      | Medalla           | Categoría        |
| ------------------ | -------------------------- | ----------------- | ---------------- |
| 2012               | Londres 2012 (Reino Unido) | Medalla de bronce | 66 kg            |
| Campeonato Mundial |                            |                   |                  |
| Año                | Lugar                      | Medalla           | Categoría        |
| 2017               | París (Francia)            | Medalla de bronce | 70 kg            |